# Kasteel Terworm

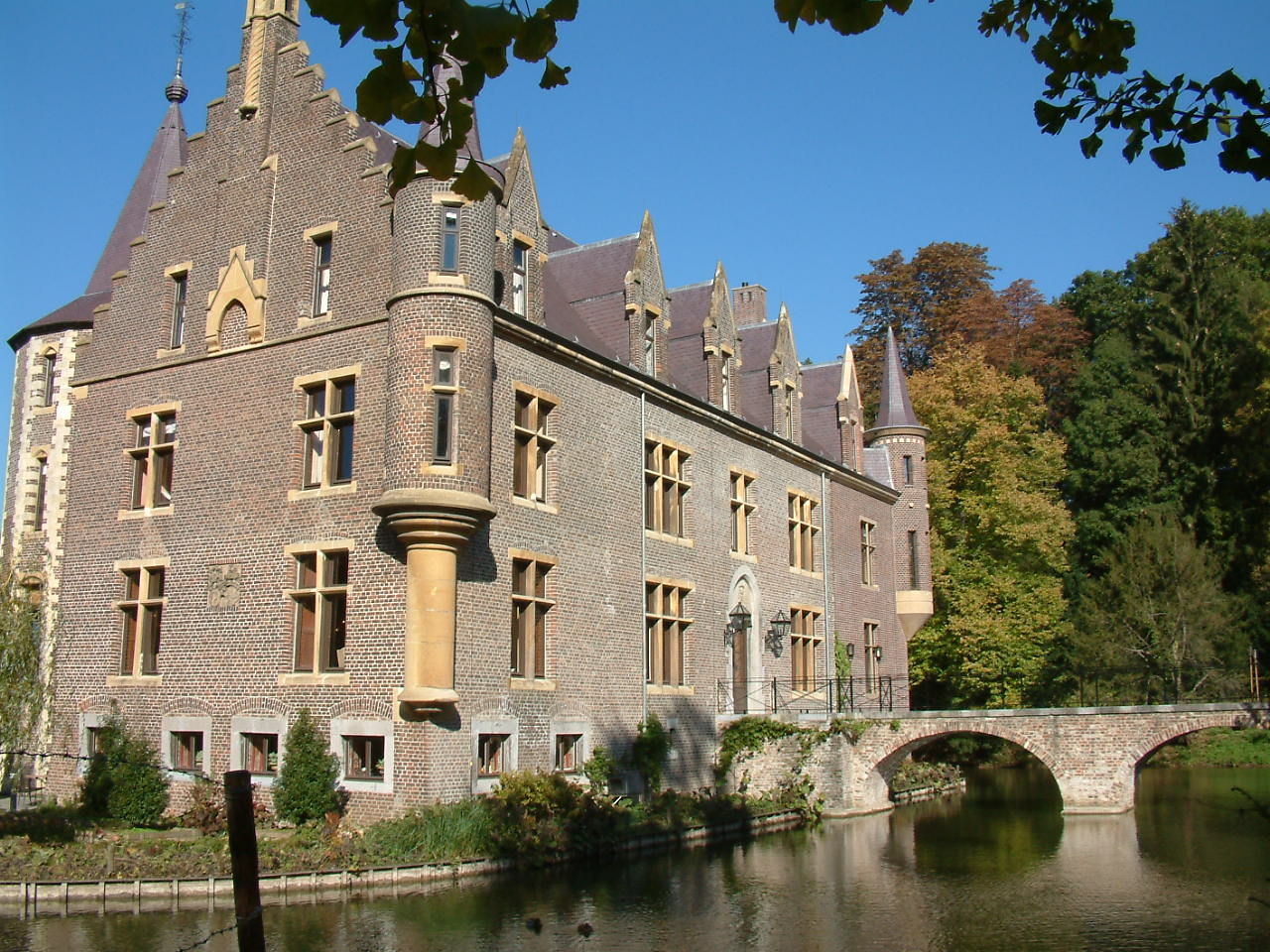
Kasteel Terworm

Das Kasteel Terworm (deutsch Schloss Terworm) ist eine Wasserburg in der Gemeinde Heerlen in der niederländischen Provinz Limburg.

## Geschichte
Das Rokoko-Schloss wurde im 14. Jahrhundert erbaut und mit einem Schlossgraben und einer Gartenanlage umgeben. Der Eingangsbereich wurde 1670 neu angebaut. Das Wasserschloss hat eine wechselvolle Geschichte und zahlreiche Eigentümerwechsel, darunter von 1568 bis 1738 die Aachener Schöffenfamilie von Wylre, deren erster Besitzer Simon von Wylre, Sohn des Aachener Bürgermeisters Wilhelm von Wylre, bereits seit 1552 mit dem Gut belehnt worden war. Anfang des 19. Jahrhunderts wechselte die Eigentümerschaft auf dem Erbwege von der Familie von der Heyden gen. Belderbusch auf die Familie Boeselager über. 1841 gelangte Terworm an die Familie de Loë-Mheer, die das Schloss 1890/91 umfangreich umbauen ließ. Im Zweiten Weltkrieg wurde das Schloss stark beschädigt.
Das Landgut wurde vollständig restauriert und ist heute ein Hotel mit Restaurant.

## Persönlichkeiten
- Maximilien de Fürstenberg (* 1904 auf Kasteel Terworm; † 1988), belgischer Kurienkardinal, Diplomat und Kardinal-Großmeister des Ritterordens vom Heiligen Grab zu Jerusalem.